# Teoría (libro)
Teoría es un libro de poemas en castellano del escritor español Leopoldo María Panero, publicado por la editorial Lumen en 1973 y reeditado por Huerga y Fierrro en 2002. Está considerado un punto de inflexión en la trayectoria de su autor y una de las obras más representativas del movimiento de los Novísimos, así como la poesía española de la segunda mitad del siglo XX.

## Contexto literario y biográfico
Teoría (1973) es el segundo libro de Leopoldo María Panero -excluyendo la plaquette Por el camino de Swan (1968), que fue su primera publicación- y supone un radical salto estilístico y temático respecto a su ópera prima Así se fundó Carnaby Street (1970). Ha sido descrito como un cisma que separa «los collages coloristas y melancólicos» de su primer poemario respecto al resto de su obra, «una exploración sin apenas precedentes: la indagación consciente y metódica –desde dentro– de los vínculos entre poesía y locura», en palabras de Rubén Martín en un artículo para la revista Quimera.
El periodo entre ambos libros, a nivel biográfico, estuvo marcado por el consumo de drogas (LSD, alcohol y cannabis), debido a lo cual fue detenido el 11 de mayo de 1971 e ingresado en el Sanatorio Psiquiátrico de Carabanchel, con un diagnóstico al alta de “ligera intoxicación por cannabis índico”. En 1972 mostró síntomas de trastorno de conducta y recibió tratamiento con clorpromazina.

## Contenido
Prefacio
Teoría se abre con una cita en latín (sin incluir traducción al castellano) de las Bucólicas de Virgilio, referente a la muerte de Orfeo a manos de las Bacantes. A continuación sigue un texto en prosa donde se dirige al lector:

Poco o nada de mi experiencia te interesa: quieres saber tan sólo de esa ficción que se creó por intermedio de otro, esa entidad, llamada «autor» que te sirve para digerirme, esa imaginación pobre («Leopoldo María Panero») que ahora devoran unos perros.
Hablemos, pues, de esa triste ficción, del «yo», lugar de lo imaginario. Diríase que ese golem nació hace unos años, con motivo de una ficción más amplia aún y más burda, que llamóse «generación», ficción esta última a la que dio pie José María Castellet con su antología de presuntos infames, llamada novísimos . Prosperó luego a la sombra de ese florilegio de espectros (parte de ellos «ambiciosos burgueses», como dijo Huysmans, la otra de «abominables mamarrachos»), colaboró en algún que otro diario («Pueblo» y «Madrid» si mal no recuerdo), editó un libro (Así se fundó Carnaby Street), título que si ahora puede parecer absurdo, entonces no lo era; se trataba con él de aludir a una «situación anímica de fin de mundo», base del expresionismo según Muschig), fue múltiplemente entrevistada, comparada con otras ficciones del mismo género y al fin murió, dejando sólo este ou tis que es el que escribe.

Panero introduce de este modo un cuestionamiento radical del “yo poético” basado en la autobiografía sentimental como un anacronismo, herencia de la lírica romántica, y al mismo tiempo critica a su propio personaje literario creado a partir de la antología Nueve novísimos poetas españoles, definida como “florilegio de espectros” entre otras expresiones peyorativas.
Poemas
El primer poema del libro es “El canto del Llanero Solitario”, una extensa y compleja composición en once fragmentos considerada una de las obras maestras de la poesía española de los años 70. Ha sido ampliamente estudiada por la proliferación de recursos estilísticos como la intertextualidad (con La caza del Snark y otros textos de Lewis Carroll como principal referente), los juegos tipográficos y de puntuación, la logofagia, la inserción de numerosas frases y pasajes en otros idiomas (inglés, francés, alemán, italiano, griego antiguo, latín), el criptograma y el hápax. Las citas literarias (además de Carroll encontramos alusiones a Pound, Allan Poe, Derrida, Homero…) se superponen en un flujo caótico de versos que no rechaza la inclusión de formas clásicas, como el soneto (“La segunda esposa”). Esta combinación de técnicas vanguardistas y transgresiones del lenguaje ordinario componen, como apunta Rafael Antúnez Arce, un sujeto poético fragmentado y múltiple que «aboca al reinado del lenguaje libre, que cobra existencia por sí mismo (…);  una poética de lo inconexo, de la libertad de la palabra fuera de las conexiones de la razón».
Otros poemas notables de Teoría son “Homenaje a Catulo”, donde a diferencia de otros autores como Gil de Biedma Panero reivindica el aspecto más escatológico y violento del poeta latino, así como “Condesa Morfina”, que ha sido analizado como ejemplo de la influencia de T. S. Eliot en la poética paneriana, desarrollando un puente de vínculos entre El libro de Monelle de Marcel Schwob y las Confesiones de un opiómano inglés de Thomas de Quincey.
Este mismo procedimiento de palimpsesto intertextual se reproduce en el último poema de Teoría, ‘Vanitas Vanitatum’, composición que desarrolla una cosmogonía de claras influencias gnósticas, con ecos de Eliot y Blake y citas literales del Apocalipsis de Juan de Patmos:

Largo tiempo, Ialdabaoth, tu imperio he recorrido, /
tu imperio, tu triste imperio. /
Allá la Amapola guía con su frágil y engañosa luz /
que no proviene de ella misma, /
allá se extravía /
la sangre en interminables laberintos, /
ciegas luchas nacidas todas de la Pérdida, /
de la escisión, Ialdabaoth, de la que eres el signo […]
Y mientras la necedad, la edad oscura, agnosia se extendía /
sometido tu imperio a la implacable ley de la entropía psíquica. /
Largo tiempo, mientras se cumple el plazo esperando sólo, /
existiendo sólo para tu final destrucción…